# Епархия Минаса
Епархия Минаса (лат. Dioecesis Fodinensis) — бывшая епархия Римско-Католической Церкви с центром в городе Минас, Уругвай. Епархия Минаса распространяла свою юрисдикцию на департамент Лавальеха. Кафедральным собором епархии Минаса была церковь Непорочного Зачатия Пресвятой Девы Марии в городе Минас. 2 марта 2020 года епархия была ликвидирована, а вся её территория присоединена к епархии Мальдонадо-Пунта-дель-Эсте, которая после этого получила имя Епархия Мальдонадо-Пунта-дель-Эсте-Минаса.

## История
25 июня 1960 года Римский папа Иоанн XXIII издал буллу «Cum venerabilis», которой учредил епархию Минаса, выделив её из епархии Мело.
10 января 1966 года епархия Минаса передала часть своей территории для возведения новой епархии Мальдонадо-Пунта-дель-Эсте.
2 марта 2020 года епархия была ликвидирована, а вся её территория присоединена к епархии Мальдонадо-Пунта-дель-Эсте.

## Ординарии епархии
- епископ Хосе Мария Кавальеро (9.07.1960 — 29.05.1963);
- епископ Эдмондо Калья Мартинес (29.05.1964 — 12.07.1976);
- епископ Карлос Артуро Муллин Ночетти SJ[2] (3.11.1977 — 17.03.1985);
- епископ Виктор Хиль Лечоса (9.11.1985 — 21.06.2001);
  - Sede vacante (2001—2004);
- епископ Франсиско Доминго да Сильвейра (6.03.2004 — 1.07.2009);
- епископ Хайме Рафаэль Фуэнтес (16.10.2010 — 02.03.2020).

## Источник
- Annuario Pontificio, Libreria Editrice Vaticana, Città del Vaticano, 2003, ISBN 88-209-7422-3
- Булла Cum venerabilis, AAS 53 (1961), стр. 142 (лат.)